# Chrysanthrax dichotomus
Chrysanthrax dichotomus är en tvåvingeart som först beskrevs av Ignaz Rudolph Schiner 1868.  Chrysanthrax dichotomus ingår i släktet Chrysanthrax och familjen svävflugor. Inga underarter finns listade i Catalogue of Life.